# Wervelsinteren
Wervelsinteren, een vorm van sinteren (opsmelten), is een technisch productieproces waarbij deklagen op een ondergrond worden aangebracht door middel van het onderdompelen van een materiaal in een wervelend bed. Het wervelende bed bestaat uit een tank, bad of vat met poreuze bodem waardoor lucht wordt aangevoerd. De lucht mengt zich met het fijnkorrelige deklaagmateriaal en zorgt voor een vloeistofachtige beweging in het vat. Door een heet voorwerp in dit wervelende (koude) bad onder te dompelen smelt er een laag op het hete voorwerp. Een van de vele toepassingen is het aanbrengen van beschermende nylon deklagen op metaal, bijvoorbeeld een nylon deklaag op een stalen rek in een vaatwasser.